# Valley of the Stereos
Pour plus de détails, voir Fiche technique et Distribution.
Valley of the Stereos est un court métrage néo-zélandais de 1992 réalisé par George Port, coécrit par ce dernier et Costa Botes et coproduit par Jim Booth et Peter Jackson,.

## Synopsis
Une bataille acharnée oppose River, un hippie, avec un métalleux. Ils vivent côte à côte à la campagne. Après les concerts nocturnes du métalleux, les deux hommes se disputent pour savoir qui parviendra à éloigner l'autre avec leurs goûts musicaux incompatibles. Chacun accumule une pile de plus en plus imposante de chaînes stéréo, jusqu'à ce que River transforme sa maison en mecha multi-chaînes et détruise accidentellement les deux maisons.

## Distribution
- Danny Mulheron : River
- Murray Keane : le métalleux

## Réception critique
Le film a été décrit comme « un face-à-face comique qui démarre faiblement, mais s'intensifie joyeusement vers des basses puissantes, alors qu'un hippie pas si zen (Danny Mulheron) se retrouve pris dans une bataille acharnée avec le bruyant voisin (Murray Keane). Réalisé par de nombreux collaborateurs clés de Peter Jackson, ce récit presque muet et explosif a été réalisé par George Port, peu avant qu'il ne devienne membre fondateur de Weta Digital, la célèbre société d'effets spéciaux de Jackson . Ironiquement, les miracles de Weta en images de synthèse ont contribué à rendre l'imagerie en animation en volume du final largement obsolète ».

## Distinctions
Le film a reçu plusieurs prix.